# Drie-eenheidskerk in Troitse-Lykovo
De Drie-eenheidskerk in Troitse-Lykovo of Kerk van de Heilige Drie-eenheid (Russisch: Троицкая церковь в Троице-Лыково) is een Russisch-orthodoxe Kerk in Moskou. De kerk is omgeven door een park op een hoge oever van de Moskva, in het district Chorosjevo-Mnevniki aan de Odintsovskaja Oelitsa.

## Geschiedenis
De bouw van de kerk vond plaats in de jaren 1698-1703 op het landgoed van Martemjan Kirillovitsj Narysjkin. Het ontwerp van de kerk wordt toegeschreven aan de Russische architect Jakov Boechvostov. Overtuigend bewijs hiervoor ontbreekt echter. De kerk vertegenwoordigd een voorbeeld van de zogenaamde Narysjkinbarok, ook wel Moskoubarok genoemd. Deze vorm van barok werd vernoemd naar de kapitaalkrachtige familie Narysjkin die verwant was aan tsaar Peter de Grote. De familie Narysjkin liet meerdere kerken bouwen in een weelderige barokstijl, zoals ook de Voorbedekerk in Fili. Kenmerk van de stijl is een bijzonder rijke, kantachtig gedecoreerde architectuur. De kerk werd ernstig beschadigd door de Franse troepen tijdens de veldtocht van Napoleon in 1812 maar werd naderhand weer volledig hersteld.

## Sluiting
In 1933 werd de kerk voor de eredienst gesloten. Afbraak bleef echter achterwege. In 1937 poogden echter activisten de kerk te vernietigen. Door nachtelijke brandstichting werd een groot deel van de kerk ernstig beschadigd. Voor deze misdaad werden de daders niet bestraft.
In 1970 werd de kerk gerestaureerd.

## Heropening
Na teruggave aan de Russisch-orthodoxe kerk volgde een grondige restauratie in 2007.